# Painted Desert Rim Trail
Ne doit pas être confondu avec Painted Desert Trail.
Le Painted Desert Rim Trail est un sentier de randonnée américain dans le comté d'Apache, en Arizona. Il est entièrement situé au sein du parc national de Petrified Forest, où il surplombe le Painted Desert.